# Genlisea metallica
Genlisea metallica este o specie de plante carnivore din genul Genlisea, familia Lentibulariaceae, ordinul Lamiales, descrisă de Rivadavia și Amp; A.Fleischm.. Conform Catalogue of Life specia Genlisea metallica nu are subspecii cunoscute.